# Зоран Славнић
Зоран Славнић (Београд, 26. октобар 1949), познат по надимку Мока, бивши је српски кошаркаш и кошаркашки тренер. Играо је на позицији плејмејкера. Током играчке каријере наступао је и за Црвену звезду и за Партизан. Уврштен је у Фибин списак од педесет најбољих играча у историји кошарке 1991. и у Фибину Кућу славних 2013.
Са Звездом је освојио два наслова у Националном првенству Југославије, три титуле у Купу Југославије и један Куп Рајмунда Сапорте. Спада међу најбоље играче у историји Црвене звезде. Такође је био првак Шпанског првенства с Хувентудом. Играо је и за Шибенку и Јувеказерту. Радио је с тренирама Ранком Жеравицом, Здравком Кубатом и Мирком Новоселом.
Славнић је био врло успешан и у дресу репрезентације Југославије. Један је од ретких играча који је освојио све што је могао с репрезентацијом; Славнић је трипут био првак Европе (1973, 1975 и 1977), једном првак света (1978) и освајач златне медаље на Олимпијским играма (1980).
После завршетка играчке каријере Славнић се посветио тренерском послу. Тренирао је многе тимове, између осталих и Црвену звезду и Партизан. Куриозитет је да је и као играч и као тренер радио и у Звезди и у Партизану. Он је уз Александра Николића једини коме је то пошло за руком. Такође је био први селектор репрезентације Србије.

## Играчка каријера

### Клубови
За Црвену звезду је почео да игра у млађим категоријама 1963, а члан првог тима постао је четири године касније. У Звездином дресу је до 1977. одиграо 301 утакмицу и постигао 4014 поена. Осми је на вечним листама клуба по броју мечева и поена. Један је од најбољих кошаркаша у историји Црвене звезде, са којом је освојио две шампионске титуле (1969. и 1972), три национална купа (1971, 1973. и 1975.) и Куп победника купова 1974. Славнић је иако најнижи у екипи са својих 180 центиметара, своје најбоље партије имао у најважнијим мечевима када се одлучивало о трофејима. Тако је бљеснуо у сезони 1971/72, када је просечно бележио 16 поена по утакмици, а Црвена звезда стигла до своје 12. титуле шампиона после мајсторице са сплитском Југопластиком у Љубљани (75:70). У финалу Купа победника купова 1974. против Збројовке из Брна (86:75), постигао је 20 поена, а у финалу Купа Југославије 1975. против сплитске Југопластике (81:79), убацио је 25 поена и проглашен је за најбољег играча утакмице. Укупно је те сезоне у купу бележио 21,8 поена по мечу и био први стрелац тима. Колико је Звезда тих сезона била јака у Европи говоре и још два финала Купа победника купова, које нису успели да добију 1972. и 1975, као и полуфинале Купа европских шампиона 1973.
По повратку из војске, одиграо је на високом нивоу, своју последњу сезону у клубу. Те 1976/77. сезоне у првенству је имао просек од 23,1 поен по утакмици и био најбољи стрелац екипе, али то је већ био последњи плес те ослабљене црвено-беле генерације. Каријеру је наставио у шпанском Хувентуду, где је 1978. освојио шампионску титулу. Играо је и за Шибенку од 1979. до 1981, Партизан 1981/82. и италијанску Казерту где је завршио каријеру са просеком од 17,2 поена по мечу у националном шампионату 1982/83.

### Репрезентација
Један је од ретких играча који има златне медаље са олимпијских игара, светског и континенталних такмичења. Европским златом се и окитио три пута: 1973. у Барселони, 1975. у Београду и 1977. у Лијежу. Светско првенство је освојио у Манили 1978. а олимпијско злато у Москви 1980.
Славнић је дебитовао за јуниорску репрезентацију Југославије 1967. у квалификацијама за ЕП јуниора у Вигу. Наступио је касније на том Шампионату на коме је Југославија у финалу била поражена од СССР са 82:73.
Званични деби у сениорској репрезентацији је имао 1970. на неким егзибиционим утакмицама, али селектор Ранко Жеравица није веровао у њега тако да га није водио ни на Европско првенство 1971, нити на Олимпијске игре 1972. у Минхену.
Деби на великим такмичењима у националном дресу је имао на Европском првенству 1973. у Барселони, где је Југославија освојила своју прву европску златну медаљу. Славнић је одиграо турнир са просеком 8,1 поена по утакмици. Сличан просек је задржао све време док је играо у националном тиму, а то је било до Европског првенства 1983. у Нанту.
Просек његове репрезентативне каријере је 8,3 поена, а врхунац је имао на Олимпијским играма 1976. у Монтреалу са 12,5 поена. Тамо је постигао један од најважнијих погодака у својој каријери, на утакмици против Италије која је одлучивала другог полуфиналисту. На полувремену Италијани су водили 57:41, али мало по мало Југославија је смањивала заостатак. У последњем нападу лопту су имали “плави”, а после неколико додавања Славнић је остао сам на седам метара од коша. Са сиреном је погодио кош Италијана и Југославија се пласирала у полуфинале, касније је играла и у финалу.
Током пуних десет година Зоран Славнић је био стартни плеј југословенског националног тима. Укупно је одиграо 179 утакмица (150 победа, 29 пораза) и постигао 1.465 поена.

## Тренерска каријера
По завршетку кошаркашке каријере, наставио је са радом у кошарци као тренер. Водио је Шибенку, Партизан, Југопластику, Малагу, Звезду, Дафни, Хувентуд, Ираклис, Бамберг, Атлас.
Водио је Црвену звезду у два мандата. У првом периоду од 1988. до 1991. имао је и успона и падова. Најбоља сезона му је била 1989/90. када је са Звездом играо и финале купа Југославије и финале плеј-офа али је оба изгубио од Југопластике која је у том периоду харала и Југославијом и Европом. У сезони 1990/91. са Звездом се у плеј ауту борио за опстанак. Остаће упамћено и да је наговорио легенду Партизана Дражена Далипагића, да опроштајну сезону одигра у дресу Звезде. Славнић је касније водио „црвено-беле” и у сезони 1994/95.
Дана 29. маја 2007. једногласном одлуком свих чланова управног одбора КСС Зоран Славнић је изабран за првог селектора Србије. Пред Европско првенство у кошарци 2007. суочио се са бројним отказима репрезентативаца, тако да је поред Гуровића, Јарића и Миличића, на првенство повео чак девет дебитаната, који ће касније постати носиоци игре у репрезентацији. Србија је поражена од каснијег шампиона – Русије, браниоца титуле – Грчке (након продужетака) и Израела, тако да је такмичење завршила у првој фази. Одлуком стручног савета и управног одбора, Славнић је 26. септембра смењен са места селектора.

## Остало
Због оригиналног приступа игри од Шпанаца је добио назив ексцентрични геније. Славнићев мото је: „Све је то само игра“.
- 1991. ФИБА га је уврстила међу педесет најбољих светских играча свих времена.
- 2007. постао је носилац националног спортског признања за посебан допринос развоју и афирмацији спорта.
- 2013. постао је члан ФИБА куће славних.[4] Приликом доделе признања наглашено је да је осим играчког дао и немерљив допринос кошарци и као тренер. Под његовим вођством стасали су касније најзначајнији плејмекери: Дражен Петровић,[5][6] Александар Ђорђевић, Саша Обрадовић и НБА звезде Тони Кукоч и Дино Рађа.
- Отац је Звездана Славнића, учесника ријалити-шоуа Задруга.

## Успеси

### Клупски
- Црвена звезда

Првенство Југославије (2): 1968/69, 1971/72.
Куп Југославије (3): 1970/71, 1972/73, 1974/75.
Куп победника купова (1): 1973/74.
- Хувентуд

Првенство Шпаније (1): 1977/78.

### Репрезентативни
- Златне медаље

Европско првенство 1973. у Шпанији
Европско првенство 1975. у Југославији
Европско првенство 1977. у Белгији
Светско првенство 1978. на Филипинима
Олимпијске игре 1980. у Москви
- Сребрне медаље

Светско првенство 1974. у Порторику
Олимпијске игре 1976. у Монтреалу
- Бронзана медаља

Европско првенство 1979. у Италији